# White Horse Theatre
Das White Horse Theatre ist ein professionelles englischsprachiges Tourneetheater. Es ist in Soest beheimatet.
Das Theater besteht aus sieben je vierköpfigen und zwei je zweiköpfigen Gruppen und spielt vor allem an Schulen, aber auch in Gemeindezentren, Schauspielhäusern und anderen öffentlichen Einrichtungen in Deutschland und weiteren europäischen sowie asiatischen Ländern. Aufgeführt werden englischsprachige Stücke mit pädagogischen Inhalten. Das Programm ist sprachlich und inhaltlich vier Altersstufen angepasst – Grundschule, Unterstufe, Mittelstufe sowie Oberstufe und Erwachsene – und vermittelt neben Spaß an der Sprache auch soziale Botschaften. 
Seit der Gründung des Theaters durch Peter Griffith 1978 bekam es auch in Deutschland großen Zuspruch. Das Theater gastiert jedes Jahr an vielen deutschen und zahlreichen internationalen Schulen und führt verschiedene, für unterschiedliche Altersgruppen konzipierte Bühnenstücke auf.